# Casal del Centre
El casal del Centre és una obra del municipi de Gavà (Baix Llobregat) inclosa en l'Inventari del Patrimoni Arquitectònic de Catalunya.

## Descripció
Edifici cantoner de planta rectangular, planta baixa i pis; hi ha unes obertures en el coronament de l'habitatge que simulen les golfes. De l'ornamentació del conjunt cal esmentar el paredat comú amb verdugades de maó a la façana principal, mentre que les laterals el material emprat són faixes amb filades de totxo, motllures i baranes de ferro forjat.

## Història
El que fou casal del centre va començar a construir-se cap a l'any 1888, data que consta en la sol·licitud del permís de construcció feta per Jaume Bruach, i va acabar-se l'any 1890. L'any 1895 hi estava la coral "La Igualitat". La planta baixa era el cafè i al primer pis hi havia una sala d'espectacles amb escenari, així com una llotja molt reduïda. L'any 1939 es tancà el cafè per transformar-lo en local de la "Falange Española".